# 令和天皇
令和天皇（れいわてんのう）は架空の諡（追号）。2025年6月4日時点では存在しない。

## 解説
諡（追号）は死後に贈られる称号であり、今上天皇の崩御後まで使用することはない。また、諡が「令和天皇」になるかは確定していない（今上天皇#「元号+天皇」の形式による呼称を参照）。
このことは、平成における天皇で2025年6月4日時点で存命の明仁についても同様である。